# Micrurus spurrelli
Espèce
Synonymes
- Elaps spurrelli Boulenger, 1914
- Micrurus nicefori Schmidt, 1955

Micrurus spurrelli est une espèce de serpents de la famille des Elapidae. 

## Répartition
Cette espèce est endémique du Chocó en Colombie.

## Description
L'holotype de Micrurus spurrelli, une femelle, mesure 230 mm dont 20 mm pour la queue. Cette espèce présente un motif constitué de 52 anneaux noirs séparés par du blanc au niveau du corps et par du rouge au niveau de la queue. De petites taches noires apparaissent entre les anneaux et sur les côtés de la tête. Cette dernière présente une ligne médiane blanche en forme de T inversé.

## Étymologie
Cette espèce est nommée en l'honneur de Herbert George Flaxman Spurrell.

## Publication originale
- Boulenger, 1914 : On a second collection of batrachians and reptiles made by Dr. H. G. F. Spurrell, F.Z.S., in the Choco, Colombia. Proceedings of the Zoological Society of London, vol. 1914, p. 813-817 (texte intégral).